# Rudolf Jung (Politiker)

Rudolf Jung (ca. 1938)

Rudolf Jung (* 16. April 1882 in Plaß bei Pilsen; † 11. Dezember 1945 in Prag) war ein deutscher Politiker (DAP, DNSAP, NSDAP), Autor und politischer Theoretiker des Nationalsozialismus. Er war 1919 bis 1933 Abgeordneter zur tschechoslowakischen Nationalversammlung und 1926–1933 Parteiführer der Deutschen Nationalsozialistischen Arbeiterpartei in der Tschechoslowakei. 1935 floh er in den NS-Staat, wo er an der Deutschen Hochschule für Politik lehrte und 1936 Reichstagsabgeordneter wurde. In der SS avancierte Jung bis zum Gruppenführer.

## Leben
Nach dem Besuch der Realschule im mährischen Iglau studierte Rudolf Jung von 1900 bis 1905 Maschinenbau an der TH Wien. Während seines Studiums wurde er 1901 Mitglied der Akademischen Burschenschaft Markomannia Wien. Seine Militärzeit leistete Jung als Einjährig-Freiwilliger bei der k.u.k. Kriegsmarine ab. Ab Oktober 1906 arbeitete er als verbeamteter Maschinenbauingenieur bei den k.k. Österreichischen Staatsbahnen; zunächst in Floridsdorf, zuletzt als Werkstattleiter in Iglau. 1910 wurde er jedoch als Lokomotivführer wegen seiner politischen Aktivitäten wieder entlassen.
Im Juli 1907 wurde Jung Mitglied der alldeutsch ausgerichteten Deutschen Arbeiterpartei (DAP) und wurde Stadtverordneter der Partei in Iglau. 1912 wurde Jung als einer von drei DAP-Abgeordneten in den Landtag von Mähren gewählt; 1913 trat er als Mitautor des Iglauer Programms, des Parteiprogramms der DAP, in Erscheinung.

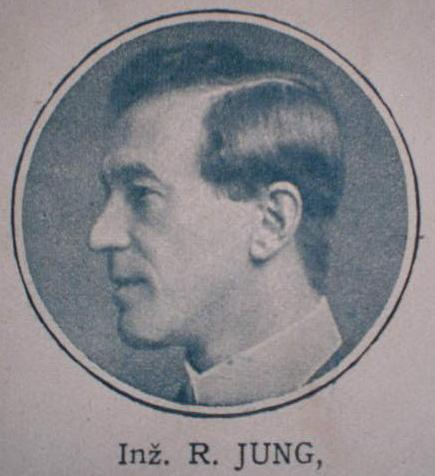
Rudolf Jung (ca. 1921).

Die DAP benannte sich im Mai 1918 in Deutsche Nationalsozialistische Arbeiterpartei (DNSAP) um und zerfiel nach dem Zusammenbruch der Habsburgermonarchie in zwei Strömungen. Jung wurde am 16. November 1919 zweiter Vorsitzender der Sudetendeutschen DNSAP. Bei den Wahlen zum tschechoslowakischen Parlament erzielte er 1920 ein Parlamentsmandat und wurde Klubobmann der DNSAP-Abgeordneten.
Sein 1919 in Troppau erschienenes Buch „Der nationale Sozialismus“ betraf die seiner Ansicht nach wesentlichen Identitätsfragen der deutschen Nation und die Strategien für die wünschenswerte politische Zukunft der Deutschen. Sein Buch war eine der ersten programmatischen Schriften der alldeutschen nationalsozialistischen Bewegung und in den Aussagen antiliberal und antidemokratisch. Am 7. August 1920 hielt Jung im Sitzungssaal des Salzburger Landtags auf einer so genannten überstaatlichen Tagung der Nationalsozialisten die programmatische Rede. Adolf Hitler hielt hier auch eine Rede, aber nicht er, sondern Rudolf Jung war der umjubelte Visionär der versammelten Nationalsozialisten.
Am 17. Oktober 1926 übernahm Jung den Vorsitz der DNSAP; ab dem 1. Mai 1931 führte er den Verband Volkssport, eine der SA vergleichbare Parteiorganisation. Im Herbst 1933 löste sich die DNSAP im Vorfeld eines drohenden Parteiverbots auf, Jung verlor sein Parlamentsmandat. Im Zusammenhang mit dem „Volkssport-Prozess“ befand sich Jung ab Oktober 1933 sieben Monate in Untersuchungshaft, nach der Freilassung wurde er unter Polizeiaufsicht gestellt.
Im September 1935 floh Jung auf Anordnung reichsdeutscher Stellen ins Deutsche Reich. Nach der Verleihung der Reichsstaatsangehörigkeit im November 1935 wurde Jung im Dezember 1935 Lehrbeauftragter an der Deutschen Hochschule für Politik in Berlin, von 1940 bis 1945 hatte er eine Professur an der Hochschule inne. Hitler verlieh Jung den Titel eines Professors am 9. Juni 1938.
Nach der Flucht wurde Jung 1935 rückwirkend zum 1. April 1925 in die NSDAP aufgenommen (Mitgliedsnummer 85) und galt damit auch offiziell als Alter Kämpfer. Am 29. März 1936 wurde er Mitglied des in der Zeit des Nationalsozialismus bedeutungslosen Reichstages. Jung trat der SS am 17. Juni 1936 im Rang eines SS-Sturmbannführers bei (SS-Nummer 276.690). Rückwirkend zum Patent vom 9. November 1936 wurde Jung zum SS-Obersturmbannführer befördert. Nach mehrfacher Beförderung (z. B. SS-Brigadeführer: 30. Januar 1941) erhielt er am 16. April 1942 den Dienstgrad eines SS-Gruppenführers verliehen.
Am 1. Februar 1940 wurde Jung zum Präsidenten des Landesarbeitsamts Mitteldeutschland mit Sitz in Erfurt ernannt. Ab März 1942 gehörte er dem Fachlichen Stab des Generalbevollmächtigten für den Arbeitseinsatz, Fritz Sauckel, an und war zugleich dessen Vertreter und Bevollmächtigter. Im November 1943 in den Wartestand versetzt, wurde Jung am 1. Mai 1944 Generaldirektor der Sparkasse Prag und im Dezember 1944 Bevollmächtigter für den Arbeitseinsatz im Protektorat Böhmen und Mähren. Die angestrebte Ernennung zum Oberbürgermeister (Primátor) von Prag kam vor Kriegsende nicht mehr zustande.
Im Mai 1945 wurde Jung in Prag verhaftet und im Gefängnis Pankrác inhaftiert. Am 11. Dezember 1945 beging er vor Prozesseröffnung im Gefängnis Suizid.

## Schriftsteller
Als Verfasser zahlreicher Bücher und Schriften ab 1919 galt Jung als einer der wichtigsten Theoretiker des Nationalsozialismus.
Sein Werk Der nationale Sozialismus. Seine Grundlagen, sein Werdegang und seine Ziele, (Erstauflage 1919, weitere Auflagen: 1922 und 1923) entwickelte bereits vor Adolf Hitlers Mein Kampf und Alfred Rosenbergs Der Mythus des 20. Jahrhunderts das großdeutsche, völkisch-rassistische und antisemitische Programm des Nationalsozialismus.

## Schriften (Auswahl)
- ohne Jahr: Die Judenfrage als Schicksalsfrage des deutschen Volkes.
- 1919: Der nationale Sozialismus, Seine Grundlagen, sein Werdegang und seine Ziele, München, 3. Auflage 1922
- 1923: Der Rassengedanke im nationalen Sozialismus
- 1926: Kapitalismus und Judentum im Sammelwerk Weltfront. Eine Sammlung von Aufsätzen antisemitischer Führer aller Völker. Weltfrontverlag, Aussig, S. 23–28. Hg. Hans Krebs und Otto Prager. Online.[10]
- 1933: Der nationale Sozialismus im Sudetendeutschtum
- 1937: Die Tschechen: Tausend Jahre deutsch-tschechischer Kampf

als Herausgeber
Ab 1919 wurde monatlich im Auftrag der DNSAP die Zeitschrift Volk und Gemeinde. Nationalsozialistische Monatshefte veröffentlicht. Mitherausgeber waren: Hans Krebs und Alexander Schilling-Schletter.
Nach Ende des Zweiten Weltkriegs wurden zahlreiche von Jungs Schriften in der Sowjetischen Besatzungszone auf die Liste der auszusondernden Literatur gesetzt.